# 박종숙 (요리 연구가)
박종숙(1957년- )은 대한민국의 요리연구가이다. 경기도 수원시 출신으로 강인희에게서 반가 음식을, 황혜성에게서 궁중 음식을 배웠다.

## 약력
- 한국의 맛 연구회 이사
- 궁중음식연구원 <지미재>, <수강재> 회원

### 기술고문
- 샘표식품 미각 향상 고문 (2002년 4월 1일 ~ 2005년 3월 31일)
- 동원김치 기술고문 (2002년 6월 1일 ~ 2005년 5월 30일)
- 풀무원 올가 (올가 키친)기술 고문 역임  (2001년 12월 1일 ~ 2002년 6월 30일)
- C.J 김치 개발 프로젝트 진행 (2003년)

## 주요저서
- 《반찬,밑반찬의 기초》 (2002년), 중앙 M&B
- 《박종숙의 아침밥상》 (2002년) (베스트홈)
- 《박종숙의 저녁밥상》 (2002년) (베스트홈)

## 공저
- 《20가지 특별한 상차림:손님 초대를 위한》(2000년), 디자인 하우스
- 《건강 밑반찬 : 화학조미료 없이 만드는 엄마 손맛》(동아일보사)
- 《한국의 나물》(북폴리오)
- 《제사와 차례》(동아일보사)
- 《떡과 과자》 (교문사)